# John Griscom
John Griscom (* 27. September 1774 in Hancock’s Bridge, Salem County, Province of New Jersey; † 26. Februar 1852 in Burlington, New Jersey) war ein US-amerikanischer Pädagoge. Er machte sich um das frühe Erziehungswesen in den Vereinigten Staaten verdient und war auch einer der ersten US-amerikanischen Lehrer, die Chemie unterrichteten.

## Leben
John Griscom gehörte einer Quäkerfamilie an und verbrachte seine Jugendjahre wie alle Söhne kleiner Farmer, indem er sich vorzugsweise landwirtschaftlichen Beschäftigungen widmete und nur einen Teil seiner Zeit nahegelegene Schulen besuchte. Im Alter von 17 Jahren eröffnete er selbst eine kleine Schule. Obschon er jeden Tag teilweise als Landmann arbeiten musste, verzeichnete sein Unternehmen doch solche Fortschritte, dass er beschloss, sich ganz der Lehrtätigkeit zuzuwenden. Zur Vervollständigung seiner Bildung besuchte er eine Zeit lang die Friend’s Academy (Quäker) in Philadelphia und übernahm dann eine Lehrerstelle an der Schule der Quäker in Burlington, mit der er 13 Jahre lang in Verbindung blieb. Er begann mit drei Schülern, wusste die Lehranstalt aber zu solchem Ruhm zu erheben, dass sie Schüler aus Philadelphia, New York und selbst aus Neuengland anzog.
Griscom las fleißig die englischen Klassiker und bildete u. a. einen Klub für die Lektüre der in England erscheinenden Zeitungen. Sein Lieblingsstudium war jedoch Chemie, und nachdem er sich die nötigen literarischen Mittel und Apparate verschafft hatte, eröffnete er 1806 in seinen Schulräumen einen Kursus von öffentlichen Vorlesungen über diese Wissenschaft. Im folgenden Jahr übersiedelte Griscom nach New York, wo er seitdem 25 Jahre hindurch als Lehrer tätig war. In Verbindung mit seiner Schulanstalt erweiterte er hier seine Vorlesungen über Chemie, und bereits 1808 war er in der Lage, ein eigenes Gebäude mit Räumlichkeiten für den Schulunterricht und zugleich auch für seine Vorlesungen zu errichten. Den folgenden Winter sammelte sein Kursus einen zahlreichen Zuhörerkreis. Viele angesehene Lehrer und Ärzte von New York folgten seinen Vorträgen aufmerksam. Die alljährlichen Ferien pflegte Griscom zu Ausflügen auch in entferntere Teile der Vereinigten Staaten zu nutzen. In den Jahren 1818 und 1819 unternahm er eine größere Reise durch Europa, auf der er das Vereinigte Königreich, Frankreich, die Niederlande und die Schweiz besuchte. Während dieses Europa-Aufenthalts wandte er seine Aufmerksamkeit nicht nur Unterrichtsanstalten aller Art, sondern auch Fabriken, Gefängnissen und philanthropischen Instituten zu. Die Ergebnisse seiner Reise teilte er in einem interessanten Buch mit: A year in Europe, comprising a journal of observations in England, Scotland, Ireland, France, Switzerland, the north of Italy and Holland, in 1818 and 1819 (2 Bände, New York 1823).
Schon vorher hatte Griscom seine Tätigkeit mehrfach philanthropischen Bestrebungen in seinem Vaterland zugewandt. So beteiligte er sich maßgeblich an der Gründung der Society for the Prevention of Pauperism (1817), für die er die Statuten entwarf und den ersten Bericht über die Ursachen und Mittel zur Abhilfe des Pauperismus veröffentlichte, der in weiteren Kreisen Anklang fand. Im Zusammenhang mit den Bestrebungen dieser Gesellschaft standen die Bemühungen für eine Reform des Besserungswesens und der Strafanstalten. Namentlich wirkte er für die Errichtung besonderer Gefängnisse für jugendliche Straftäter und erlangte 1828 die Errichtung eines House of refuge in New York, die erste Anstalt dieser Art in den Vereinigten Staaten. Ein anderes Unternehmen von Griscom war die Errichtung einer High School in New York nach dem Lancasterschen System, die von 1825 bis 1831 florierte und oft an 650 Schüler zählte. Dieses Institut stand unter seiner Oberaufsicht und er selbst hielt Vorträge wie Examinatorien über alle Unterrichtsgegenstände.
Inzwischen war Griscom auf den Lehrstuhl der Chemie in Rutger’s medical college berufen worden. Diese Lehranstalt hatte sich von der Medical school des Staates New York abgetrennt und wurde bald von mehr Schülern besucht als die staatliche Anstalt, musste jedoch nach einiger Zeit eingehen, da der Staat die von ihr erteilten akademischen Grade für ungültig erklärte. Im Winter 1829/30 hielt Griscom einen Vorlesungszyklus über Physik vor der Mercantile library association. 1832 übernahm er die Leitung einer höheren Lehranstalt der Quäker in Providence, doch entsagte er dieser Stelle nach zweieinhalbjähriger Wirksamkeit. Gleichzeitig hielt er an mehreren Orten Kurse über Chemie und Naturphilosophie. Er zog sich hierauf nach Haverford in Pennsylvania zurück, wo er bei seinen verheirateten Töchtern lebte. Später wandte er sich nach Burlington in New Jersey, wo er seitdem verblieb. Während seiner letzten Lebensjahre hielt er noch öfter Vorlesungen an verschiedenen Orten und wirkte daneben als Vorstand des öffentlichen Schulwesens in Burlington. Ferner beteiligte er sich an der Reorganisation des Volksschulwesens in New Jersey. Am 26. Februar 1852 starb er im Alter von 77 Jahren in Burlington.
Griscom hatte viele Jahre lang Abstracts von die Chemie betreffenden wissenschaftlichen Artikeln, die in ausländischen Journalen erschienen waren, für das von Benjamin Silliman gegründete American Journal of Science verfasst. Außerdem schrieb er u. a. Monitorial Instruction (1825). Er hatte zuerst eine geb. Haskins geheiratet, von ihr mehrere Kinder bekommen und nach ihrem Tod in höherem Alter Rachel Denn aus Salem geehelicht. Eine Biographie Griscoms (Memoir of John Griscom, New York 1859) verfasste sein Sohn John Hoskins Griscom (1809–1874), der als angesehener Arzt in New York lebte.